# August Maes (componist)
Franciscus Augustinus (August) Maes (Humbeek, 25 maart 1868 – Laken, november 1945) was een Belgisch componist, dirigent en kornettist.

## Levensloop
Maes was afkomstig vanuit een muzikaal gezin en werd door onder anderen zijn grootvader Jean-Baptiste Maes al vroeg in de muziek ingewijd. In 1884 werd hij dirigent van het kerkkoor "De Rumolduszonen". In 1893 werd uit dit kerkkoor een (wereldlijke) zangvereniging opgericht. Eveneens in 1884 werd hij ook de 1e dirigent van de Fanfare "De Rumolduszonen" Humbeek. In deze functie bleef hij tot 1940; de fanfare mag sinds 1929 het predicaat Koninklijk in haar naam dragen. Naast de Humbeekse fanfare dirigeerde hij nog diverse andere muziekkorpsen, zoals de Phalange Artistique Laken, de fanfare Verenigde Broeders Meise, de Koninklijke Fanfare vzw. "De Ware Vrienden" Grimbergen en de fanfare St.-Cecilia Strombeek. 
Als virtuoze kornettist verzorgde hij solo optredens in Brussel en omgeving. In 1928 werd hij onderscheiden met de gouden palmen in de Belgische kroonorde. Tijdens de oorlogsjaren werd hij blind. 
Als componist schreef hij voor koren en blaasorkesten. Voor fanfare zijn vooral zijn mars Rumolduszonen en Wij zijn vandaag in fest bekend. Alle drie zonen van het echtpaar Maes zijn bij de muziek betrokken, namelijk Lode Maes (componist, muziekpedagoog, fagottist, organist en pianist), Léon Maes (componist, dirigent en pianist) - Léon werd in 1945 de opvolger van zijn vader als dirigent bij de fanfare "De Rumolduszonen" Humbeek - en Victor Maes (violist).